# Raúl Indipwo
Raúl José Aires Corte Peres Cruz, conhecido como Raúl Indipwo (Chibia, Angola, 30 de novembro de 1933 – Barreiro, 4 de junho de 2006) foi um cantor e pintor português.

## Biografia
Em 1956 Raúl Indipwo e Milo MacMahon formaram o grupo Duo Ouro Negro, que fez grande sucesso nas décadas 60 e 70, quer em Angola quer em Portugal (e mesmo no exterior do país). Quando Milo MacMahon faleceu em Abril de 1985, Indipwo mudou o seu nome artístico para Raúl Ouro Negro, em homenagem ao colega da dupla falecido, passando a vestir-se de branco, a cor do luto em Angola.
Raúl faleceu em 4 de junho de 2006 em Portugal. Encontra-se sepultado no Talhão dos Artistas do Cemitério dos Prazeres, em Lisboa.